# Гварнери, Пьетро
Пьетро Гварнери (14 апреля 1695, Кремона — 7 апреля 1762, Венеция) — итальянский мастер изготовления смычковых инструментов, последний представитель скрипичной династии Гварнери.

## Биография
Старший сын Джузеппе Джованни Баттиста Гварнери. Работал в мастерской отца с 1707 года. Покинул родительский дом в 1718 году, в конце концов поселился в Венеции.
5 апреля 1728 года женился на Аньоле Марии Феррара, имел 10 детей.
При изготовлении музыкальных инструментов совмещал кремонскую и венецианскую техники. Первые собственные работы датируются 1730 годом. Его инструментов осталось немного, и они ценятся больше, чем инструменты его отца.